# Affaire Lavon
 (octobre 2020).

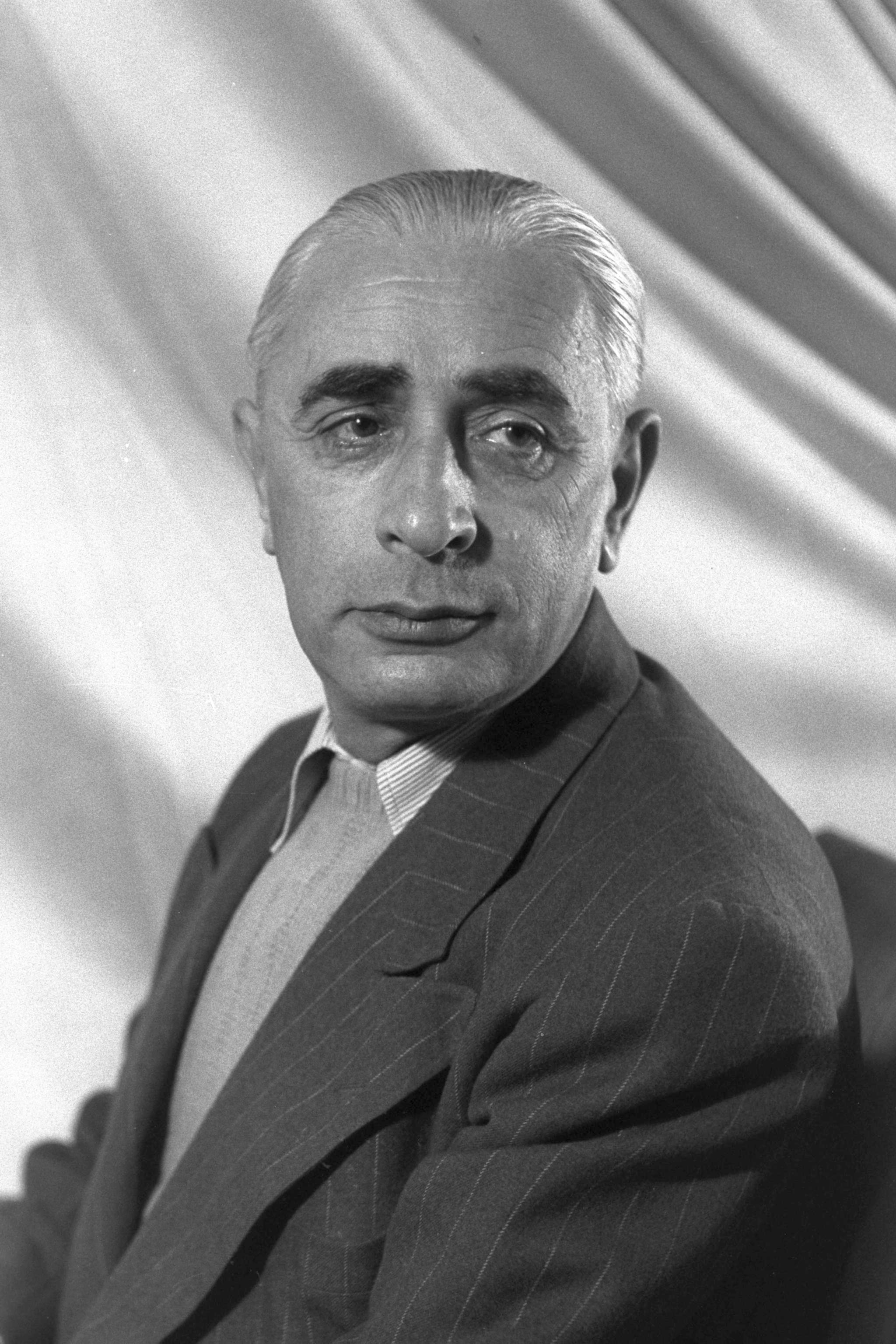
Pinhas Lavon en 1951.

L'affaire Lavon, nommée d'après Pinhas Lavon, ministre de la Défense israélienne en 1954, est une opération terroriste secrète israélienne ratée, connue sous le nom de code Opération Susannah, menée et déjouée en Égypte au cours de l'été 1954. Elle conduit à un important scandale politique qui secoue Israël et à la démission de David Ben Gourion.

## Contexte et objectif
À la suite de la révolution nationaliste égyptienne de 1952, l'inquiétude grandissait en Israël quant aux orientations politiques anti-israéliennes du nouveau régime.
À l'origine de l'affaire Lavon se trouve une opération du Aman, le service de renseignement militaire israélien, connue sous le nom d'« opération Susannah ». Celle-ci visait à brouiller les relations entre le gouvernement égyptien et les gouvernements occidentaux en particulier américain et britannique, et plus spécifiquement à empêcher l'application de l'accord anglo-égyptien sur le retrait des troupes britanniques de la zone du canal de Suez, retrait qui supprimait une barrière à une éventuelle attaque militaire égyptienne contre Israël.

## Opération Susannah

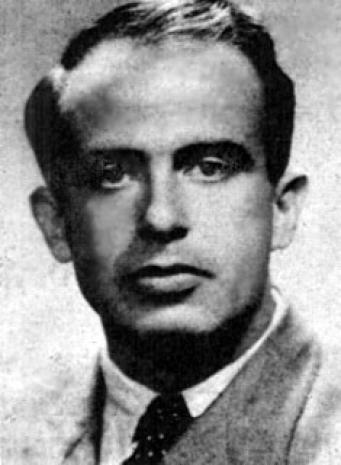
Meir Max Bineth.

Pour ce faire, le colonel Binyamin Gibli (en), le chef du Aman, organisa des attentats à la bombe contre des intérêts égyptiens et occidentaux, attentats qui devaient être attribués aux Frères musulmans, aux communistes égyptiens, à des « mécontents non spécifiés » ou à des « nationalistes locaux », afin de « miner la confiance occidentale dans le régime égyptien en générant de l'insécurité publique ». Ce sera l'unité 131 qui sera chargée de l'opération, unité constituée de Juifs égyptiens (dont un membre de la communauté karaïte du Caire) vivant toujours au Caire, et constituée en 1948 par l'officier des services spéciaux Avram Dar. Les membres de cette unité ont dit qu'ils "ont reçu l’ordre d’attaquer des cibles britanniques, pour inciter aux troubles publics et très probablement tuer des civils innocents".
Le 2 juillet 1954, un bureau de poste d'Alexandrie fait l'objet d'un attentat à la bombe. Le 14 juillet 1954, les bibliothèques de l'USIA (agence de propagande américaine) à Alexandrie et au Caire furent à leur tour touchées par des explosions, ainsi qu'un théâtre possédé par des capitaux britanniques. Les dégâts furent faibles, et il n'y eut pas de victime.
Les Égyptiens arrêtèrent un des auteurs des attentats, Philippe Natanson, lorsqu'une bombe qu'il transportait prit feu dans sa poche. À la suite de cette arrestation, l'ensemble du réseau fut rapidement arrêté. Un des suspects fut torturé à mort en prison, et l'Israélien d'origine hongroise Meir Max Bineth (en) (Max Bennett) se suicida. Le procès commença le 11 décembre 1954 et dura jusqu'au 27 janvier 1955. Deux des accusés (Moshe Marzouk (en) et Shmouel Azar) furent condamnés à la pendaison et exécutés.
Le responsable de l'opération sur le terrain était Avraham Seidenberg, qui parvint à s'enfuir d'Égypte et fut arrêté en 1956 par les autorités israéliennes alors qu'il tentait de vendre des informations à l'Égypte. Jugé, il fut condamné à dix ans de prison. Pendant cet événement, il semble probable qu'il ait aidé les Égyptiens à arrêter les membres de l'unité 131 en 1954. Isser Harel, à l'époque responsable du Mossad, affirmera d'ailleurs en 1980 que Seidenberg avait été retourné par les Égyptiens avant l'« opération Susannah ».

## Affaire politique
Le retentissement international de l'affaire fut important, et très négatif pour Israël. Le Premier ministre Moshé Sharett ordonna rapidement une enquête. Le ministre de la Défense Pinhas Lavon affirma n'avoir pas été tenu au courant de l'opération, mais le colonel Gibli affirma le contraire, et Shimon Peres ainsi que Moshe Dayan témoignèrent contre Lavon, qui dut démissionner le 17 février 1955 et fut remplacé par l'ancien Premier ministre David Ben Gourion.
Publiquement, Moshé Sharett refuse toute implication israélienne dans les attentats en Égypte et déclare les accusés innocents, les présentant à l'opinion comme des victimes dont le seul crime est d'être sioniste. Pour maintenir cette illusion, ils ne seront pas inclus dans l'échange de prisonniers faisant suite à la crise de Suez de 1956 et ne seront libérés qu'après la guerre de 1967. Le gouvernement israélien ne reconnut qu'ils avaient agi sur ordre qu'en 1975[source insuffisante].
En avril 1960, l'affaire fut relancée par les doutes portés sur le témoignage du colonel Gibli. Ben Gourion organisa de nouvelles auditions, et l'enquête jugea que Lavon avait effectivement été tenu à l'écart de l'opération, ce qui mettait en cause indirectement Peres et Dayan, et leur principal protecteur politique de l'époque, Ben Gourion lui-même. Après un long bras de fer, Ben Gourion quitta son parti, le Mapaï, en 1963, et créa en 1965, avec Peres et Dayan, le Rafi. Cette création fut un échec partiel. Le parti obtint 7,9 % des voix et dix sièges aux élections législatives de 1965. Le score n'était pas mauvais, mais insuffisant pour permettre à Ben Gourion de revenir au pouvoir. Le Rafi revint dans le giron travailliste en 1968.

## Accélération de l'émigration juive
L'émigration juive avant 1948 vers la Palestine mandataire, puis après cette date vers Israël, était déjà relativement importante. Une forte partie de la communauté, environ 60 000 personnes, était restée en Égypte.
Un premier mouvement anti-juif avait eu lieu en 1952 avec des émeutes au Caire. Cependant « le discours du général Naguib au siège de la communauté karaïte, puis à la Grande Synagogue du Caire le soir du Yom Kippour de 1953, calmèrent un temps les esprits. Mais l'affaire Lavon en juillet 1954 marqua la fin de ce rapprochement ». L'émigration augmenta de nouveau.
À la suite de la crise de Suez de 1956 (seconde guerre israélo-arabe), la quasi-totalité de la communauté juive fut contrainte d'émigrer, en abandonnant ses biens, vers Israël ou l'Europe ou les États-Unis. Les départs se terminent à la fin des années 1960, après la guerre des Six Jours de 1967.
L'opération Susannah et ses attentats anti-égyptiens n'ont pas été les déclencheurs ou même les éléments principaux de l'émigration juive, qui touchent à l'époque tous les pays du monde arabe, mais ils ont assez nettement contribué à la dégradation des relations entre juifs et musulmans en Égypte.